# 233-я штурмовая авиационная дивизия
233-я штурмовая авиационная Ярцевская Краснознамённая ордена Суворова дивизия (233-я шад) — соединение Военно-Воздушных сил (ВВС) Вооружённых Сил РККА штурмовой авиации, принимавшее участие в боевых действиях Великой Отечественной войны.

## Наименования дивизии
- 233-я штурмовая авиационная дивизия;
- 233-я штурмовая авиационная Ярцевская дивизия;
- 233-я штурмовая авиационная Ярцевская Краснознамённая дивизия;
- 233-я штурмовая авиационная Ярцевская Краснознамённая ордена Суворова дивизия[1];
- Войсковая часть (Полевая почта) 64248.

## История и боевой путь дивизии
233-я штурмовая авиационная дивизия начала своё формирование Приказом НКО СССР в апреле 1942 года и окончательно сформирована 25 мая 1942 года в составе 1-й воздушной армии Западного фронта. В состав дивизии вошли:
- 62-й штурмовой авиационный полк на Ил-2;
- 198-й штурмовой авиационный полк на Ил-2;
- 312-й штурмовой авиационный полк на Ил-2;
- 724-й штурмовой авиационный полк на Ил-2 с 17 июля 1942 года.

С 25 мая 1942 года до мая 1943 года дивизия поддерживала войска Западного фронта в Ржевской битве на юхновском, гжатском и ржевском направлениях. В ноябре приказом командующего 1-й воздушной армии из состав дивизии выведен 724-й штурмовой авиационный полк на доукомплектование и переформирование в 5-й запасной авиаполк 1-й запасной штурмовой авиабригады.
С 5 июля 1943 года дивизия участвует в составе 1-й воздушной армии в Курской битве, а с 15 сентября 1943 года — в Смоленско-Рославльской операции, в ходе которой освобождены Ярцево и Починок.
Зимой 1943—1944 гг. дивизия поддерживала действия войск фронта на витебском и оршанском направлениях. В мае 1944 года дивизия передана в 4-ю воздушную армию и до конца войны воевала с ней на 2-м Белорусском фронте. Летом её части участвовали в Белорусской, Могилевской, Белостокской и Осовецкой наступательных операциях, в освобождении городов Шклов, Волковыск и Белосток. В январе — апреле 1945 года успешно действовала в Восточно-Прусской, Млавско-Эльбингской, Восточно-Померанской наступательных операциях, где поддерживала войска фронта в боях за города Цеханув, Грудзендз, Прейсиш, Старгард и Данциг. За успешные действия дивизия была награждена орденами Красного Знамени и Суворова 2-й ст..
233-я штурмовая авиационная Ярцевская Краснознамённая ордена Суворова дивизия в августе 1946 года была расформирована в составе 4-го штурмового авиационного корпуса 4-й воздушной армии Северной группы войск.
В составе действующей армии дивизия находилась с 25 мая 1942 года по 9 мая 1945 года.

## Командир дивизии
- Полковник, Генерал-майор авиации[5] Толстиков Олег Викторович[3], период нахождения в должности: с 25 мая 1942 года по 15 февраля 1943 года.
- Герой Советского Союза Полковник Смирнов Владимир Васильевич[3], период нахождения в должности: с 18 февраля 1943 года по 27 июля 1943 года. Не вернулся из боевого вылета.
- Полковник Васильев Василий Васильевич[3], период нахождения в должности: с 28 июля 1943 года по 2 августа 1943 года.
- Подполковник, Полковник[6] Смоловик Валентин Иванович[3], период нахождения в должности: с 5 августа 1943 года до августа 1946 года.

## В составе объединений
| Дата            | Фронт (округ)         | Армия               | Корпус                           | Примечания |
| --------------- | --------------------- | ------------------- | -------------------------------- | ---------- |
| 01.04.1942 года | Западный фронт        | ВВС фронта          | -                                | -          |
| 25.05.1942 года | Западный фронт        | 1-я воздушная армия | -                                | -          |
| 25.04.1944 года | 2-й Белорусский фронт | 4-я воздушная армия | -                                | -          |
| 09.05.1945 года | 2-й Белорусский фронт | 4-я воздушная армия | -                                | -          |
| 10.06.1945 года | Северная группа войск | 4-я воздушная армия | 4-й штурмовой авиационный корпус | -          |
| 01.08.1946 года | Северная группа войск | 4-я воздушная армия | 4-й штурмовой авиационный корпус | -          |

## Части и отдельные подразделения дивизии
За весь период своего существования боевой состав дивизии не претерпевал изменения:
| Период                  | Наименование                                                                  | Вооружение                             |
| ----------------------- | ----------------------------------------------------------------------------- | -------------------------------------- |
| 25.05.1942 — 01.08.1946 | 62-й штурмовой авиационный Гродненский ордена Суворова полк                   | Ил-2                                   |
| 22.06.1942 — 01.08.1946 | 198-й штурмовой авиационный Волковысский Краснознаменный полк                 | Ил-2                                   |
| 25.05.1942 — 01.08.1946 | 312-й штурмовой авиационный Белостокский Краснознаменный ордена Суворова полк | Ил-2                                   |
| 17.07.1942 — 23.11.1942 | 724-й штурмовой авиационный полк                                              | Ил-2, убыл на переформирование         |
| 04.08.1942 — 09.08.1942 | 807-й штурмовой авиационный полк                                              | Ил-2, убыл в 3-ю резервную авиабригаду |
| 01.10.1942 — 07.06.1943 | 122-й истребительный авиационный полк                                         | Як-1, Як-7б                            |
| 01.11.1942 — 07.01.1944 | 289-й штурмовой авиационный полк                                              | Ил-2, убыл на доукомплектование        |
| 05.11.1942 — 17.11.1942 | 188-й истребительный авиационный полк                                         | Як-1, Як-7б, расформирован             |

### Боевой состав дивизии на 9 мая 1945 года
| Наименование                     | Вооружение, базирование         |
| -------------------------------- | ------------------------------- |
| 62-й штурмовой авиационный полк  | Ил-2, Фридрихсфельде (Германия) |
| 198-й штурмовой авиационный полк | Ил-2, Фридрихсфельде (Германия) |
| 312-й штурмовой авиационный полк | Ил-2, Фридрихсфельде (Германия) |

## Участие в операциях и битвах
- Ржевская битва:
  - Ржевско-Сычёвская операция — с 30 июля 1942 года по 23 августа 1942 года.
  - Погорело-Городищенская операция — с 30 июля 1942 года по 23 августа 1942 года.
  - Ржевско-Вяземская операция — с 2 марта 1943 года по 31 марта 1943 года.
- Воздушная операция — с 6 мая 1943 года по 8 мая 1943 года.
- Курская битва — с 5 июля 1943 года по 23 августа 1943 года.
  - Орловская наступательная операция «Кутузов» — с 12 июля 1943 года по 18 августа 1943 года.
- Смоленская операция «Суворов» — с 7 августа 1943 года по 2 октября 1943 года.
  - Спас-Деменская операция — с 7 августа 1943 года по 20 августа 1943 года.
  - Ельнинско-Дорогобужская операция — с 28 августа 1943 года по 6 сентября 1943 года.
  - Смоленско-Рославльская операция[3] — с 15 сентября 1943 года по 2 октября 1943 года.
- Белорусская операция (1944)[3]
  - Могилёвская операция[3] — с 23 июня 1944 года по 28 июня 1944 года
  - Белостокская операция[3] — с 5 июля 1944 года по 27 июля 1944 года.
  - Осовецкая наступательная операция[3] — с 6 августа 1944 года по 14 августа 1944 года.
- Восточно-Прусская операция[3] — с 13 января 1945 года по 25 апреля 1945 года.
  - Млавско-Эльбингская операция[3] — с 14 января 1945 года по 26 января 1945 года.
- Восточно-Померанская операция[3]
  - Хойнице-Кезлинская наступательная операция — с 10 февраля 1945 года по 6 марта 1945 года.
  - Данцигская наступательная операция — с 7 марта 1945 года по 31 марта 1945 года.
- Берлинская наступательная операция
  - Штеттинско-Ростокинская наступательная операция — с 16 апреля 1945 года по 8 мая 1945 года.

## Почётные наименования
- 233-й штурмовой авиационной дивизии за отличие в боях при прорыве сильно укрепленной полосы врага и разгроме его долговременных опорных пунктов Рибшево, Вердино, Ломоносове, Кулагино, Панкратово и при овладении штурмом важнейших опорных пунктов обороны немцев на путях к Смоленску — городами Духовщина и Ярцево 19 сентября 1943 года присвоено почётное наименование «Ярцевская»[9].
- 62-му штурмовому авиационному полку за отличие в боях при овладении городом и крепостью Гродно — крупным железнодорожным узлом и важным укрепленным районом обороны немцев, прикрывающим подступы к границам Восточной Пруссии Приказом НКО № 0215 от 25 июля 1944 года на основании Приказа ВГК № 139 от 16 июля 1944 года присвоено почётное наименование «Гродненский»[10].
- 198-му штурмовому авиационному полку за отличие в боях при овладении городом и крупным железнодорожным узлом Волковыск — важным опорным пунктом обороны немцев, прикрывающим пути на Белосток Приказом НКО от 25 июля 1944 года на основании Приказа ВГК № 138 от 14 июля 1944 года присвоено почётное наименование «Волковысский»[11].
- 312-му штурмовому авиационному полку за отличие в боях при овладении городом и крупным промышленным центром Белосток — важным железнодорожным узлом и мощным укрепленным районом обороны немцев, прикрывающим пути к Варшаве Приказом НКО № 0252 от 9 августа 1944 года на основании Приказа ВГК № 151 от 27 июля 1944 года присвоено почётное наименование «Белостокский»[12].

## Награды
- 233-я штурмовая авиационная Ярцевская дивизия за образцовое выполнение заданий командования в боях при форсировании рек Проня и Днепр, прорыв сильно укрепленной обороны немцев, а также за овладение городами Могилёв, Шклов и Быхов, проявленные при этом доблесть и мужество Указом Президиума Верховного Совета СССР от 10 июля 1044 года награждена орденом Красного Знамени[13].
- 233-я штурмовая авиационная Ярцевская Краснознамённая дивизия за образцовое выполнение заданий командования в боях с немецкими захватчиками при овладении городом и креапостью Гданьск (Данциг) и проявленные при этом доблесть и мужество Указом Президиума Верховного Совета СССР от 17 мая 1945 года награждена орденом Суворова II степени[14].
- 62-й штурмовой авиационный Гродненский полк за образцовое выполнение заданий командования в боях с немецкими захватчиками, за овладение городом и крепостью Ломжа и проявленные при этом доблесть и мужество Указом Президиума Верховного Совета СССР от 22 сентября 1944 года награждён орденом «Суворова III степени»[13].
- 198-й штурмовой авиационный Волковысский полк за образцовое выполнение боевых заданий командования в боях с немецкими захватчиками при вторжении в южные районы Восточной Пруссии и проявленные при этом доблесть и мужество Указом Президиума Верховного Совета от 19 февраля 1945 года награждён орденом «Красного Знамени»[14].
- 312-й штурмовой авиационный Белостокский полк за образцовое выполнение боевых заданий командования в боях с немецкими захватчиками при овладении городами Остероде, Дойтш-Айлау и проявленные при этом доблесть и мужество Указом Президиума Верховного Совета от 5 апреля 1945 года награждён орденом «Красного Знамени»[14].
- 312-й штурмовой авиационный Белостокский Краснознамённый полк за образцовое выполнение боевых заданий командования в боях с немецкими захватчиками при овладении городами Штеттин, Гартц, Пенкун, Казеков, Шведт и проявленные при этом доблесть и мужество Указом Президиума Верховного Совета от 4 июня 1945 года награждён орденом «Суворова III степени»[14].

## Благодарности Верховного Главнокомандующего
Воинам дивизии объявлены благодарности Верховного Главнокомандующего:
- За отличие в боях при прорыве сильно укрепленной полосы врага и разгроме его долговременных опорных пунктов Рибшево, Вердино, Ломоносове, Кулагино, Панкратово и при овладении штурмом важнейших опорных пунктов обороны немцев на путях к Смоленску — городами Духовщина и Ярцево[9]
- За отличие в боях при прорыве обороны немцев на Могилевском направлении и форсирование реки Проня западнее города Мстиславль, при занятии районного центра Могилевской области — города Чаусы и освобождении более 200 других населенных пунктов, среди которых Черневка, Ждановичи, Хоньковичи, Будино, Васьковичи, Темривичи и Бординичи[15].
- За отличие в боях при овладении городом и крупным железнодорожным узлом Волковыск — важным опорным пунктом обороны немцев, прикрывающим пути на Белосток[11].
- За отличие в боях при овладении городом и крупным промышленным центром Белосток — важным железнодорожным узлом и мощным укрепленным районом обороны немцев, прикрывающим пути к Варшаве[12].
- За отличие в боях при овладении городом и крепостью Остроленка — важным опорным пунктом обороны немцев на реке Нарев[16].
- За отличие в боях при овладении городом и крепостью Ломжа — важным опорным пунктом обороны немцев на реке Нарев[17].
- За отличие в боях при овладении штурмом города Пшасныш (Прасныш), городом и крепостью Модлин (Новогеоргиевск) — важными узлами коммуникаций и опорными пунктами обороны немцев, а также при занятии с боями более 1000 других населенных пунктов[18].
- За отличие в боях при овладении городами Млава и Дзялдов (Зольдау) — важными узлами коммуникаций и опорными пунктами обороны немцев на подступах к южной границе Восточной Пруссии и городом Плоньск — крупным узлом коммуникаций и опорным пунктом обороны немцев на правом берегу Вислы[19].
- За отличие в боях при овладении городами городами Восточной Пруссии Остероде и Дойч-Эйлау — важными узлами коммуникаций и сильными опорными пунктами обороны немцев[20].
- За отличие в боях при овладении городом Эльбинг — крупного узла коммуникаций и мощного опорного пункта обороны немцев на правом берегу Вислы, прикрывающим подступы к Данцигской бухте[21].
- За отличие в боях при овладении городами Руммельсбург и Поллнов — важными узлами коммуникаций и сильными опорными пунктами обороны немцев в Померании[22].
- За отличие в боях при выходе на побережье Балтийского моря и при овладении городом Кёзлин — важным узлом коммуникаций и мощным опорным пунктом обороны немцев на путях из Данцига в Штеттин, раасчение войск противника в Восточной Померании от его войск в Западной Померании[23].
- За отличие в боях при овладении городом и крепостью Грудзёндз (Грауденц) — мощным узлом обороны немцев на нижнем течении реки Висла[24].
- За отличие в боях при овладении городами Гнев (Меве) и Старогард (Прейсиш Старгард) — важными опорными пунктами обороны немцев на подступах к Данцигу[25].
- За отличие в боях при овладении городами Бытув (Бютов) и Косьцежина (Берент) — важными узлами железных и шоссейных дорог и сильными опорными пунктами обороны немцев на путях к Данцигу[26].
- За отличие в боях при овладении важными опорными пунктами обороны немцев на подступах к Данцигу и Гдыне — городами Тчев (Диршау), Вейхерово (Нойштадт) и выходе на побережье Данцигской бухты севернее Гдыни, занятии города Пуцк (Путциг)[27].
- За отличие в боях при овладении городом и крепостью Гданьск (Данциг) — важнейшим портом и первоклассной военно-морской базой немцев на Балтийском море[28].
- За отличие в боях при овладении главным городом Померании и крупным морским портом Штеттин, а также занятии городов Гартц, Пенкун, Казеков, Шведт[29].
- За отличие в боях при овладении городами Пренцлау и Ангермюнде — важными опорными пунктами обороны немцев в Западной Померании[30].
- За отличие в боях при овладении городами и важными узлами Анклам, Фридланд, Нойбранденбург, Лихен и вступлении на территорию провинции Мекленбург[31].
- За отличие в боях при овладении городами Грайфсвальд, Трептов, Нойштрелитц, Фюрстенберг, Гранзее — важными узлами дорог в северо-западной части Померании и в Мекленбурге[32].
- За отличие в боях при овладении городами Штральзунд, Гриммен, Деммин, Мальхин, Варен, Везенберг — важными узлами дорог и сильными опорными пунктами обороны немцев[33].
- За отличие в боях при овладении городами Барт, Бад-Доберан, Нойбуков, Барин, Виттенберге и соединении 3 мая с союзными английскими войсками на линии Висмар, Виттенберге[34].
- За отличие в боях при овладении портом и военно-морской базой Свинемюнде — крупным портом и военно-морской базой немцев на Балтийском море[35].
- За отличие в боях при форсировании пролива Штральзундерфарвассер и овладении островом Рюген[36].

## Отличившиеся воины дивизии
- Бондаренко Михаил Захарович, майор, штурман 198-го штурмового авиационного полка 233-й штурмовой авиационной дивизии 1-й воздушной армии Указом Президиума Верховного Совета СССР от 24 августа 1943 года удостоен звания дважды Герой Советского Союза. Золотая Звезда № 2/7.
- Ефимов Александр Николаевич, капитан, штурман 62-го штурмового авиационного полка 233-й штурмовой авиационной дивизии 4-й воздушной армии Указом Президиума Верховного Совета СССР от 18 августа 1945 года удостоен звания дважды Герой Советского Союза. Золотая Звезда № 2/73.

| - Бабкин Михаил Николаевич, старший лейтенант, заместитель командира эскадрильи 198-го штурмового авиационного полка 233-й штурмовой авиационной дивизии 4-й воздушной армии Указом Президиума Верховного Совета СССР от 18 августа 1945 года удостоен звания Герой Советского Союза. Золотая Звезда № 7993. - Башкиров Фёдор Андреевич, капитан, командир эскадрильи 62-го штурмового авиационного полка 233-й штурмовой авиационной дивизии 1-й воздушной армии Указом Президиума Верховного Совета СССР от 1 июля 1944 года удостоен звания Герой Советского Союза. Золотая Звезда № 3858. - Брехов Константин Владимирович, капитан, командир эскадрильи 62-го штурмового авиационного полка 233-й штурмовой авиационной дивизии 1-й воздушной армии Указом Президиума Верховного Совета СССР от 1 мая 1943 года удостоен звания Герой Советского Союза. Золотая Звезда № 937. - Васин Николай Алексеевич, лейтенант, командир звена 62-го штурмового авиационного полка 233-й штурмовой авиационной дивизии 4-й воздушной армии Указом Президиума Верховного Совета СССР от 18 августа 1945 года удостоен звания Герой Советского Союза. Посмертно. - Василенко Сергей Иосифович, лейтенант, заместитель командира эскадрильи 312-го штурмового авиационного полка 233-й штурмовой авиационной дивизии 4-й воздушной армии Указом Президиума Верховного Совета СССР от 26 октября 1944 года удостоен звания Герой Советского Союза. Золотая Звезда № 4331. - Васильев Анатолий Николаевич, капитан, командир эскадрильи 198-го штурмового авиационного полка 233-й штурмовой авиационной дивизии 4-й воздушной армии Указом Президиума Верховного Совета СССР от 26 октября 1944 года удостоен звания Герой Советского Союза. Золотая Звезда № 4531. - Воздвиженский Николай Николаевич, старший лейтенант, заместитель командира эскадрильи 62-го штурмового авиационного полка 233-й штурмовой авиационной дивизии 4-й воздушной армии Указом Президиума Верховного Совета СССР от удостоен звания Герой Советского Союза. Золотая Звезда № 5965. - Давыденко Константин Сергеевич, старший лейтенант, заместитель командира эскадрильи 62-го штурмового авиационного полка 233-й штурмовой авиационной дивизии 4-й воздушной армии Указом Президиума Верховного Совета СССР от 18 августа 1945 года удостоен звания Герой Советского Союза. Золотая Звезда № 8697. - Егоров Павел Васильевич, капитан, штурман 62-го штурмового авиационного полка 233-й штурмовой авиационной дивизии 4-й воздушной армии Указом Президиума Верховного Совета СССР от 26 октября 1944 года удостоен звания Герой Советского Союза. Золотая Звезда № 4859. - Ефимов Александр Николаевич, старший лейтенант, командир эскадрильи 198-го штурмового авиационного полка 233-й штурмовой авиационной дивизии 4-й воздушной армии Указом Президиума Верховного Совета СССР от 26 октября 1944 года удостоен звания Герой Советского Союза. Золотая Звезда № 4852. - Занин Иван Дмитриевич, капитан, командир эскадрильи 312-го штурмового авиационного полка 233-й штурмовой авиационной дивизии 4-й воздушной армии Указом Президиума Верховного Совета СССР от 18 августа 1945 года удостоен звания Герой Советского Союза. Золотая Звезда № 8620. - Ивлиев Юрий Дмитриевич, капитан, командир эскадрильи 312-го штурмового авиационного полка 233-й штурмовой авиационной дивизии 4-й воздушной армии Указом Президиума Верховного Совета СССР от 26 октября 1944 года удостоен звания Герой Советского Союза. Золотая Звезда № 4535. - Ишанкулов Абдусаттар, старший лейтенант, командир звена 62-го штурмового авиационного полка 233-й штурмовой авиационной дивизии 4-й воздушной армии Указом Президиума Верховного Совета СССР от 18 августа 1945 года удостоен звания Герой Советского Союза. Золотая Звезда № 8226. - Карякин Василий Георгиевич, капитан, штурман 312-го штурмового авиационного полка 233-й штурмовой авиационной дивизии 1-й воздушной армии Указом Президиума Верховного Совета СССР от 1 мая 1943 года удостоен звания Герой Советского Союза. Золотая Звезда № 1015. - Луньков Николай Алексеевич, лейтенант, командир звена 62-го штурмового авиационного полка 233-й штурмовой авиационной дивизии 4-й воздушной армии Указом Президиума Верховного Совета СССР от 18 августа 1945 года удостоен звания Герой Советского Союза. Золотая Звезда № 8224. - Моисеенко Анатолий Степанович, лейтенант, командир звена 62-го штурмового авиационного полка 233-й штурмовой авиационной дивизии 4-й воздушной армии Указом Президиума Верховного Совета СССР от 23 февраля 1945 года удостоен звания Герой Советского Союза. Золотая Звезда № 5405. - Николаев Василий Николаевич, старший лейтенант, заместитель командира эскадрильи 62-го штурмового авиационного полка 233-й штурмовой авиационной дивизии 4-й воздушной армии Указом Президиума Верховного Совета СССР от 23 февраля 1945 года удостоен звания Герой Советского Союза. Золотая Звезда № 5408. - Оловянников Николай Ефимович, лейтенант, командир звена 312-го штурмового авиационного полка 233-й штурмовой авиационной дивизии 4-й воздушной армии Указом Президиума Верховного Совета СССР от 26 октября 1944 года удостоен звания Герой Советского Союза. Золотая Звезда № 4850. - Сергеев Василий Павлович, капитан, командир эскадрильи 62-го штурмового авиационного полка 233-й штурмовой авиационной дивизии 4-й воздушной армии Указом Президиума Верховного Совета СССР от удостоен звания Герой Советского Союза. Золотая Звезда № 4848. - Светличный Григорий Лаврентьевич, лейтенант, командир звена 312-го штурмового авиационного полка 233-й штурмовой авиационной дивизии 1-й воздушной армии Указом Президиума Верховного Совета СССР от 1 мая 1943 года удостоен звания Герой Советского Союза. Золотая Звезда № 1016. - Ступишин Михаил Протасович, майор, штурман 198-го штурмового авиационного полка 233-й штурмовой авиационной дивизии 4-й воздушной армии Указом Президиума Верховного Совета СССР от 26 октября 1944 года удостоен звания Герой Советского Союза. Золотая Звезда № 4486. - Панфилов Алексей Георгиевич, капитан, командир эскадрильи 198-го штурмового авиационного полка 233-й штурмовой авиационной дивизии 4-й воздушной армии Указом Президиума Верховного Совета СССР от 18 августа 1945 года удостоен звания Герой Советского Союза. Золотая Звезда № 8716. - Симоненко Алексей Фёдорович, капитан, заместитель командира эскадрильи 312-го штурмового авиационного полка 233-й штурмовой авиационной дивизии 4-й воздушной армии Указом Президиума Верховного Совета СССР от 18 августа 1945 года удостоен звания Герой Советского Союза. Посмертно. - Туркули Владислав Александрович, лейтенант, командир звена 198-го штурмового авиационного полка 233-й штурмовой авиационной дивизии 4-й воздушной армии Указом Президиума Верховного Совета СССР от 18 августа 1945 года удостоен звания Герой Советского Союза. Золотая Звезда № 8225. - Якуненко Александр Иванович, лейтенант, заместитель командира эскадрильи 198-го штурмового авиационного полка 233-й штурмовой авиационной дивизии 4-й воздушной армии Указом Президиума Верховного Совета СССР от 23 февраля 1945 года удостоен звания Герой Советского Союза. Золотая Звезда № 5334. |

## Базирование
| Период            | Место базирования        |
| ----------------- | ------------------------ |
| 05.1945 — 05.1945 | Фридрихсфельде, Германия |
| 05.1945 — 09.1945 | Тутов, Германия          |
| 09.1945 — 04.1946 | Польша                   |
| 04.1946 — 08.1946 | Бриг, Польша             |